# Ministère du Commerce extérieur et de l'Investissement international
Le ministère du Commerce extérieur et de l'Investissement international (Minsterio del Poder Popular para el Commercio Exterior et Inversión Internacional, en espagnol, littéralement, « ministère du Pouvoir populaire pour le Commerce extérieur et l'Investissement international ») est un ancien ministère du gouvernement du Venezuela, créé le 2 juin 2016, dissout le 12 août 2019 et remplacé par le ministère du Tourisme et du Commerce extérieur.

## Chronologie
Le ministère est créé par décret n°2.344 publié au Journal Officiel n°40.917 du 2 juin 2016.

## Liste des ministres du Commerce extérieur et de l'Investissement international
| Image | Nom               | Parti | Début            | Fin              |
| ----- | ----------------- | ----- | ---------------- | ---------------- |
|       | Yomana Koteich    |       | 14 juin 2018     | 12 août 2019     |
|       | José Vielma Mora  | PSUV  | 26 novembre 2017 | 14 juin 2018     |
|       | Miguel Pérez Abad | PSUV  | 7 juin 2017      | 26 novembre 2017 |
|       | Jesús Faría       |       | 2 juin 2016      | 7 juin 2017      |